# Topiltzin Ce Acatl Quetzalcoatl
Tōpīltzin Cē Ācatl Quetzalcōātl (Onze Prins I-riet Gevederde Slang) was een Tolteekse heerser en cultuurheld in de 10e eeuw. De data van zijn regering zijn niet zeker. Als priester van Quetzalcoatl (gevederde slang) werd hij met de god vereenzelvigd.
Zijn vader en voorganger was Cē Tecpatl Mixcōātl en zijn moeder was Chimalman. Volgens de legendes stichtte hij in 968 de stad Tōllan, wat later de hoofdstad van het Tolteekse Rijk zou worden. Volgens de Maya's stichtte hij in 987 de stad Chichén Itzá, maar uit archeologisch bewijs blijkt dat die stad al ouder is. Sindsdien regeerde in die stad een Maya-Tolteekse dynastie.
Hij werd gelijkgesteld aan de Azteekse god Quetzalcōātl. Hoogstwaarschijnlijk hebben de verhalen van Tōpīltzin en de mythen over Quetzalcōātl elkaar beïnvloed.

## Chichimeken
Zijn vader en voorganger was Cē Tecpatl Mixcōātl (offermes) en zijn moeder was prinses Chimalman.
Mixcoatl ce Tecpatl was de leider van de Chichimeken, die het centrale hoogland van Mexico binnenvielen. De Chichimeken waren 'groepen Nahuatltalige mensen die uit het noorden kwamen, uit gebieden voorbij de grenzen van Noord-Mexico'. Ze werden door de Azteken Chichimeken (hondmensen) genoemd en 'barbaren', 'omdat ze geen steden stichtten, oorlogszuchtig waren en wapens gebruikten als de pijl en boog, die tot op dat moment in Midden-Amerika onbekend waren.' Volgens de Anales di Cuhatitlán en de Relación de la Genealogía, de 'meest betrouwbare' documenten, die ná de Spaanse verovering in het Nahuatl, maar met het gebruik van het Romeinse alfabet, zijn geschreven, viel Mixcoatl ce Tecpatl in 950 n. Chr. Mexico binnen. Mixcoatl veroverde vele steden, waaronder Xochicalco, Cholula en Colhuacán. De laatste, Colhuacán, aan de oostkust van het Texcocomeer, koos Mixcoatl tot zijn hoofdstad. Hier trouwde hij met prinses Chimalman en werd Ce Acatl Topilzin geboren. Alle historisch-culturele tradities van de 'postklassieke periode' draaien rond deze legendarische figuur.
Hij werd priester van de god Quetzalcóatl, de Gevederde Slang, die van Teotihuacaanse oorsprong was. De iconografie van de hybride slangenvogel gaat zeer ver terug en stamt uit de Olmeekse beschaving.

## Tolteken
Volgens de legendes stichtte hij in 968 de stad Tōllan, wat later de hoofdstad van het Tolteekse Rijk zou worden. De volgers en onderdanen van Quetzalcóatl werden Tolteken genoemd naar het Nahuatl-woord Toltecatl, wat 'uitmuntend kunstenaar' betekent. De Tolteekse beschaving nam de overlevenden van Teotihuacán op en breidde zich over West-Mexico, Yucatán en Oaxaca uit. Rond 1000 n. Chr., na 'sporadische culturele contacten met de Maya's', veroverden de Tolteken Yucatán en kreeg Chichen Itza een overheersende rol als 'grootste en machtigste stad van Midden-Amerika'. De Tolteken namen de cultus van de Gevederde Slang mee en de 'cultus van de heilige cenote ', de aan Tlaloc gewijde bron.
Er bestaan twee legendes over de oorsprong van Ce Acatl Quetzalcóatl. Hij kwam als een soort profeet naar Tula en bracht kennis over kunst en wetenschap, maar werd door zijn slechte broer Tezcatlipoca uit Tula verjaagd.
- Daarop reisde hij naar de Atlantische kust, beklom de brandstapel en stak het vuur aan. Uit de as verrees zijn hart, dat ten hemel opsteeg en veranderde in Venus, de morgenster, de 'Heer ten tijde van de Dageraad'. 'Vanuit zijn hemelse verblijfplaats beloofde Quetzalcoatl dat hij eens zou terugkeren en een eeuwig bewind van vrede en eendracht zou vestigen.' Dan zou hij 'zijn vijanden verslaan en zou de godsvrucht weer heersen.'[2]
- Of hij verliet Tula en zeilde 'op een vlot van slangen' naar het Oosten, bereikte Yucatán, koloniseerde het hele gebied en schonk het volk van Chichen Itza nieuwe kennis.

Volgens de Maya's stichtte hij in 987 de stad Chichén Itzá, maar uit archeologisch bewijs blijkt dat die stad al ouder is. Sindsdien regeerde in die stad een Maya-Tolteekse dynastie.
Tula en Chichen Itza begonnen rond 1200 langzaam in verval te raken. Mayapán nam de overheersende rol over, maar werd door de Cocom verwoest en toen de Spanjaarden in 1519 kwamen waren de Azteken in Mexico aan de macht. Toen 'waren alle oude Maya- en Tolteekse steden al verlaten ruïnes'. De Spanjaarden zagen in Quetzalcoatl, de gevederde slang, de duivel en de codices, waarin zijn kennis was opgetekend, werden als 'werk van de duivel' bijna allemaal vernietigd.